# Dominic Stricker
Dominic Stephan Stricker (ur. 16 sierpnia 2002 w Grosshöchstetten) – szwajcarski tenisista.

## Kariera tenisowa
Startując w grze podwójnej juniorów, Dominic Stricker w 2019 roku osiągnął finał French Open w parze z Flaviem Cobollim. Przegrali w nim wynikiem 6:7(3), 4:6 z Matheusem Pucinellim de Almeidą i Thiago Agustínem Tirante. W 2020 roku Stricker oraz Cobolli ponownie osiągnęli finał w grze podwójnej chłopców na kortach French Open, lecz tym razem pokonali w nim Bruna Oliveirę i Natana Rodriguesa 6:2, 6:4. Szwajcar ponadto triumfował podczas tego samego turnieju w zawodach singlowych, w meczu mistrzowskim pokonując rodaka Leandra Riediego 6:2, 6:4.
W rozgrywkach cyklu ATP Tour Szwajcar wygrał dwa turnieje w grze podwójnej.
W grze pojedynczej wygrał pięć turniejów o randze ATP Challenger Tour.
W rankingu gry pojedynczej najwyżej był na 106. miejscu (17 lipca 2023), a w klasyfikacji gry podwójnej na 161. pozycji (27 czerwca 2022).

### Finały w turniejach ATP Tour
| Legenda                                      |
| -------------------------------------------- |
| Wielki Szlem                                 |
| Igrzyska olimpijskie                         |
| Tennis Masters Cup / ATP Finals              |
| ATP Masters Series / ATP Tour Masters 1000   |
| ATP International Series Gold / ATP Tour 500 |
| ATP International Series / ATP Tour 250      |

#### Gra podwójna (2–0)
| Końcowy wynik | Nr | Data          | Turniej | Nawierzchnia | Partner            | Przeciwnicy                        | Wynik finału |
| ------------- | -- | ------------- | ------- | ------------ | ------------------ | ---------------------------------- | ------------ |
| Zwycięzca     | 1. | 25 lipca 2021 | Gstaad  | Ceglana      | Marc-Andrea Hüsler | Szymon Walków Jan Zieliński        | 6:1, 7:6(7)  |
| Zwycięzca     | 2. | 23 lipca 2023 | Gstaad  | Ceglana      | Stan Wawrinka      | Marcelo Demoliner Matwé Middelkoop | 7:6(8), 6:2  |

### Zwycięstwa w turniejach ATP Challenger Tour w grze pojedynczej
| Końcowy wynik | Nr | Data           | Turniej   | Nawierzchnia  | Przeciwnik         | Wynik finału  |
| ------------- | -- | -------------- | --------- | ------------- | ------------------ | ------------- |
| Zwycięzca     | 1. | 28 marca 2021  | Lugano    | Twarda (hala) | Witalij Saczko     | 6:4, 6:2      |
| Zwycięzca     | 2. | 6 lutego 2022  | Cleveland | Twarda (hala) | Yoshihito Nishioka | 7:5, 6:1      |
| Zwycięzca     | 3. | 31 lipca 2022  | Zug       | Ceglana       | Ernests Gulbis     | 5:7, 6:1, 6:3 |
| Zwycięzca     | 4. | 26 lutego 2023 | Rovereto  | Twarda (hala) | Giulio Zeppieri    | 7:6(8), 6:2   |
| Zwycięzca     | 5. | 7 maja 2023    | Praga     | Ceglana       | Sebastian Ofner    | 7:6(7), 6:3   |

### Finały juniorskich turniejów wielkoszlemowych

#### Gra pojedyncza (1–0)
| Końcowy wynik | Nr | Data                 | Turniej            | Nawierzchnia | Przeciwnik    | Wynik finału |
| ------------- | -- | -------------------- | ------------------ | ------------ | ------------- | ------------ |
| Zwycięzca     | 1. | 10 października 2020 | French Open, Paryż | Ceglana      | Leandro Riedi | 6:2, 6:4     |

#### Gra podwójna (1–1)
| Końcowy wynik | Nr | Data                 | Turniej            | Nawierzchnia | Partner        | Przeciwnicy                                         | Wynik finału |
| ------------- | -- | -------------------- | ------------------ | ------------ | -------------- | --------------------------------------------------- | ------------ |
| Finalista     | 1. | 8 czerwca 2019       | French Open, Paryż | Ceglana      | Flavio Cobolli | Matheus Pucinelli de Almeida Thiago Agustín Tirante | 6:7(3), 4:6  |
| Zwycięzca     | 1. | 10 października 2020 | French Open, Paryż | Ceglana      | Flavio Cobolli | Bruno Oliveira Natan Rodrigues                      | 6:2, 6:4     |